# SCAMPER
SCAMPER ist eine von Bob Eberle im Jahr 1971 entwickelte Kreativitätstechnik in Form einer Checkliste, die bei der Entwicklung von neuen aus bestehenden Produkten eingesetzt werden kann. Auch als Anfangspunkt für laterales Denken verwendbar.
Die SCAMPER-Checkliste basiert auf der Osborn-Checkliste, ergänzt um den Eintrag Eliminate, wobei die Osborn-Checkliste den Punkt Eliminate unter dem Gesichtspunkt „weglassen“ ausführt. Eine von Michael Michalko vorangebrachte Weiterentwicklung ist SCAMMPERR. In der folgenden Tabelle sind die bei SCAMMPERR im Vergleich zu SCAMPER neu hinzugekommenen Elemente kursiv gesetzt.
| Abk. | Engl.      | Bedeutung |
| ---- | ---------- | --- |
| S    | Substitute | Ersetze – Komponenten, Materialien, Personen                                                                                     |
| C    | Combine    | Kombiniere – vermische mit anderen Zusatzfunktionen oder Aggregaten; überschneide mit Service, integriere Funktionalität         |
| A    | Adapt      | Ändere ab, verändere Funktion, verwende ein Teil eines anderen Elements, einer Baugruppe, eines Aggregats                        |
| M    | Magnify    | Vergrößere, mache es enorm größer oder kleiner; höher; übertreibe; füge große Funktionen oder Zusatznutzen hinzu                 |
| M    | Modify     | Steigere oder vermindere Größe, Maßstab oder -stäblichkeit, verändere Gestalt, variiere Attribute (Farbe, Haptik, Akustik, …)    |
| P    | Put        | „Put to another use“ – Finde weitere Verwendung(en), finde anderen Zusammenhang zur Nutzung, formuliere den Anwendungsbereich um |
| E    | Eliminate  | Entferne Elemente, Komponenten, reduziere auf Kernfunktion, vereinfache                                                          |
| R    | Rearrange  | Stelle um, verändere die Reihenfolge, vertausche Komponenten oder Aggregate, variiere Geschwindigkeit oder Schema von Folgen     |
| R    | Reverse    | Kehre um, stülpe das Innere nach außen, stelle auf den Kopf, finde entgegengesetzte Nutzung                                      |

Verwendung findet SCAMPER wie andere verwandte Kreativitätstechniken vor allem bei der Entwicklung möglicher neuer Produkte. Diese sind nicht zwangsläufig alle praktikabel, sollen aber als Anfangspunkt dienen. Der auffordernde Charakter der einzelnen Schritte dient der Strukturierung. Wegen des abstrakten Charakters ist die Anwendung in Gruppen oft mit Anfangsschwierigkeiten verbunden. Unter Moderation oder einem engen Zeit- und Durchführungsregime kann diese Technik schnell eingeführt und genutzt werden.